# Gōzō Shioda

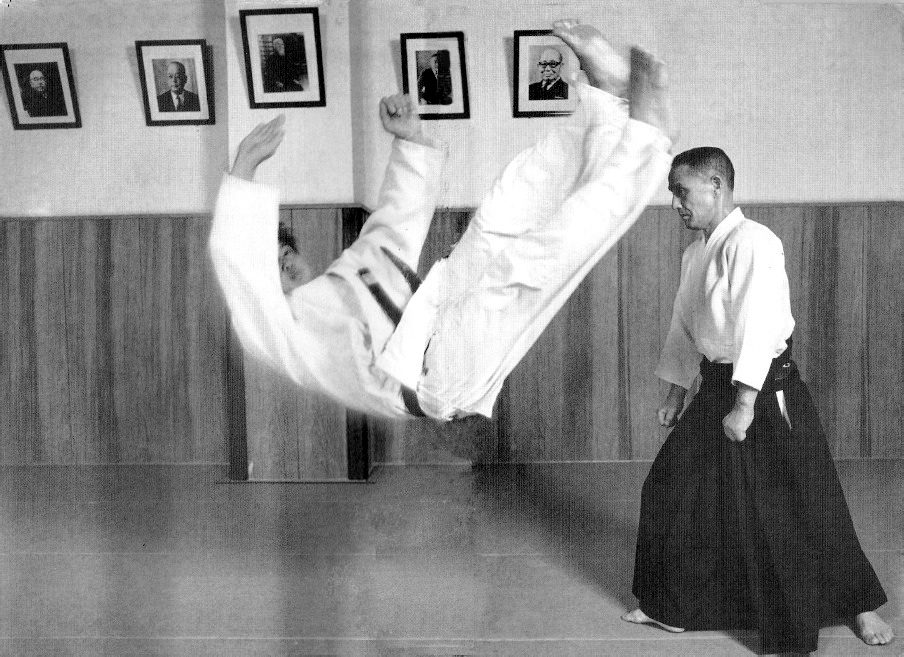
Gozo Shioda

Gozo Shioda (9 de septiembre de 1915 - 17 de julio de 1994) fue el fundador del estilo Yoshinkan de aikidō, a este estilo se le conoce como el más vigoroso,[cita requerida] siendo adaptado incluso por las autoridades policiales y militares del Japón en la actualidad . El fundador del arte marcial del Aikido, el maestro Morihei Ueshiba le otorgó el 9.º dan 1961.
Shioda-sensei fue estudiante y competidor de Judo en su juventud, y después de retar y haber sido fácilmente derribado por el maestro Ueshiba-sensei después de una demostración, se convirtió en su alumno aprendiendo Daito ryu Aiki jujutsu, en un comienzo. Llegó a ser conocido como una de los maestros y artistas marciales más poderosos en la historia del aikido, llegando a un increíble nivel, inclusive hasta replicar varias de las proezas marciales del fundador.

### Eninglés
- Official Yoshinkan Aikido website - Sitio oficial del Yoshinkan Aikido

- Datos: Q706726